# Sophian
Sophian eller Eta Herculis (η Herculis, förkortat Eta Her, η Her) som är stjärnans Bayerbeteckning, är en visuell dubbelstjärna belägen i nordvästra delen av stjärnbilden Herkules. Den har en kombinerad skenbar magnitud på 3,49, är väl synlig för blotta ögat och en del av asterismen Keystone, synlig även mitt i sommarnatten. Baserat på parallaxmätningar inom Hipparcosuppdraget beräknas den befinna sig på ett avstånd av ca 112 ljusår (34,4 parsek) från solen.

## Egenskaper
Sophian är en jättestjärna av spektralklass G7.5IIIb. Den har en massa som är ca 2,3 gånger större än solens och en radie som är ca 9,8 gånger större. Den avger 50 gånger mer energi än solen från dess ytterskikt vid en effektiv temperatur av 4 900 K.
Sophian är en visuellt dubbel stjärna som en gång troddes vara en del av en verklig dubbelstjärna.